# Mitterkirchen im Machland
Mitterkirchen im Machland är en ort och kommun  i Österrike. Den ligger i distriktet Perg i förbundslandet Oberösterreich, 120 kilometer väster om huvudstaden Wien. 
Kommunen består av 20 orter (Ortschaften) (inom parentes invånarantal 1 januari 2024):

- Am Bühel (93)
- Gang (21)
- Haid (55)
- Hart (82)
- Heinz Lettner-Siedlung (9)
- Hofstetten (62)
- Hörstorf (343)
- Hütting (0)
- Inzing (55)
- Kaindlau (0)
- Kirchstetten (64)
- Labing (37)
- Langacker (82)
- Lehen (27)
- Loa (339)
- Mitterkirchen (167)
- Neu Hütting (116)
- Wagra (83)
- Weisching (62)
- Wörth (69)